# Umberto Buscioni
Umberto Buscioni (Pistoia, 13 luglio 1931 – Pistoia, 6 maggio 2019) è stato un pittore italiano.

## Biografia
Si dedica a tempo pieno alla pittura dai primi anni Sessanta, scelta che diventa decisiva con il soggiorno in Marocco, insieme alla moglie Bianca, tra il 1963 e il 1964. Le opere prodotte in questi anni sono ancora di ascendenza informale, ma in quelle marocchine la figurazione è già allusiva a una natura riconoscibile.
Il rientro dal Marocco vede una nuova fase dell'opera di Buscioni, ritrova infatti gli amici Roberto Barni, Gianni Ruffi e Adolfo Natalini e nel 1966 entra ufficialmente a far parte di quella che Cesare Vivaldi definì Scuola di Pistoia, che nel frattempo Natalini aveva lasciato per dedicarsi all'architettura.

La Scuola di Pistoia è annoverata dalla critica tra le risposte italiane alla Pop Art

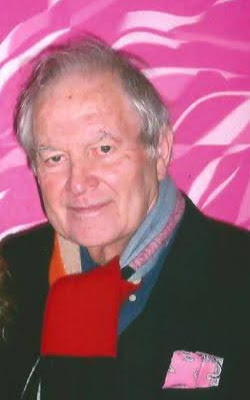

Gli oggetti rappresentati da Buscioni non provengono però dalle pagine dei rotocalchi e dai manifesti pubblicitari, sono oggetti comuni, che hanno un rapporto intimo con l'artista, trasportati in un clima di sospensione, magico, in cui una luce mentale è protagonista. E una particolare attenzione è rivolta alle stoffe, all'involucro, alla superficie delle cose: cravatte, camicie e le giacche protagoniste delle opere, sono irrigidite da righe e pieghe, che le rendono autonome dalla figura umana.
Nell'opera di Buscioni la pittura resta sempre indiscussa protagonista, anche negli anni in cui la ricerca artistica internazionale si orienta verso gli orizzonti del concettuale e del comportamento.
Nei primi anni Settanta la visione sull'oggetto dell'artista pistoiese si fa più ravvicinata, con un gesto analitico e controllato della mano riproduce i particolari di quelle stesse pieghe e di quelle stoffe, in una sintesi quasi astratta.
Il riferimento alla pittura manierista pervade tutta la ricerca di Buscioni, fino ad arrivare ad esplicite citazioni soprattutto di Pontormo e Salviati. Proprio nei primi anni Settanta le stoffe e i materiali si fanno più ricchi e decorativi, entrano in scena le venature del marmo.
Con gli anni, si fa sempre più forte l'attenzione nei confronti di temi biblici e sacri, la forma stessa della pala d'altare inizia ad essere indagata nella serie delle deposizioni.
Dal 1980 al 1998 è titolare della Cattedra di Pittura all'Accademia di Carrara e proprio l'inizio degli anni Ottanta vede nella pittura di Buscioni l'apparizione di visioni quasi mistiche di santi e angeli in caduta, le cui stoffe si gonfiano durante i voli e le ascensioni, arrivando persino ad incendiarsi. Nel cielo appaiono tenebre e atmosferismi lontani dalla luce cristallina degli anni Sessanta.
Anche quando ricompaiono alcuni oggetti della dimensione privata e quotidiana, vengono rievocati attraverso sguardi e tonalità più intimi e riflessivi. La figura umana torna ad abitare gli spazi e a riempire le stoffe, anch'essa carica di energia, accesa da fuochi e tormentata dalle ombre.
La costante devozione di Buscioni alla pittura è stata accompagnata da un'ingente produzione di disegni, alcuni conservati al Gabinetto dei Disegni e Stampe degli Uffizi e dalla realizzazione di vetrate artistiche tra le quali le monofore e il rosone per la chiesa di San Paolo a Pistoia e Il giorno e La sera à rebours per l'atelier Areablu di Pistoia.
Si spegne all'ospedale San Jacopo di Pistoia, a 88 anni, il 6 maggio 2019.

## Pubblicazioni
- Glossario, prefazione di Mario Luzi, Passigli Editori, Firenze 1992
- (con Adolfo Natalini) Un epistolario dell'anima, a cura di Vittorio Santoianni, Ed. Le Lettere, Firenze 2002
- (con Adolfo Natalini), Altre lettere e racconti 2002-2013, Gli Ori, Pistoia, 2015

## Mostre personali
- 1968: Galleria Flori, Firenze
- 1969: Studio d'Arte Condotti ‘85, Roma
- 1969: Galleria del Cavallino, Venezia
- 1976: Galleria La Piramide, Firenze
- 1983: 1983: Galleria Falaschi, Passariano, Udine
- 1985: Galleria Metastasio, Prato
- 1990: Gallerie Civiche d'Arte Moderna Padiglione d'Arte Contemporanea, Palazzo dei Diamanti, Ferrara
- 1992: Mistero e rivelazione del quotidiano, Antologica 1963-1991, Palazzo Fabroni, Pistoia
- 1996: Magia dei segni, Centro e Fondazione Marino Marini, Pistoia
- 1996: Sacro: cielo e fuoco, Museo dell'Opera del Duomo, Prato
- 1996: Lo spazio e il fuoco, Palazzo Racani-Arroni, Spoleto
- 2006: Umberto Buscioni. Nostre ombre. Dipinti 1990-2005, Palazzo Pitti, Galleria d'Arte Moderna, Firenze
- 2008: Umberto Buscioni. Quel che resta è la pittura, Galleria Frittelli, Firenze
- 2011: Umberto Buscioni. L'età dell'oro, Museo Nazionale di Casa Giusti, Monsummano Terme
- 2012: Umberto Buscioni. Lo spazio della pittura e il tempo ritrovato, Galleria l'Osanna, Nardò
- 2018: Umberto Buscioni, L'anima segreta delle cose, Palazzo Fabroni, Pistoia

## Mostre collettive
- 1982: Venti pittori oggi in Toscana, Centro d'Arte Ragghianti, Lucca
- 1985: XI Quadriennale d'Arte, Eur, Palazzo dei Congressi, Roma
- 2000: Incontri ravvicinati, Fondazione Vacchi - Castello di Grotti, Siena
- 2001: Quattro da Pistoia un da New York, Showroom Fantacci. Agliana (Pistoia)
- 2002: Continuità - Arte in Toscana 1945-1967, Palazzo Strozzi. Firenze
- 2003: Sonde, Dieci anni con gli artisti a Palazzo Fabroni, Palazzo Fabroni, Pistoia
- 2004: Ipermercati dell'arte, Palazzo delle Papesse, Siena
- 2005: Pop Art Italia 1958-1968, Galleria Civica, Modena
- 2006: La Scuola di Pistoia - Natura e oggetto, MAC,N Monsummano Terme
- 2007: Note urbane, Centro per l'arte contemporanea Luigi Pecci, Prato